# 김연신
김연신은 한국의 시인이며 경영자 혹은 드라마작가 혹은 대학교수 등의 이름이다. 
각각 다른 사람이다.
시인 김연신은 문학과 사회라는 잡지를 통해 등단한 후
시를 쓰기 위하여, 시인의 바깥에서, 시인 시인들 등  세 권의 시집을 남겼다.
그외 경영학 방면에서는 청년경영학 (나중에 CEO가 청년에게로 제목과 내용 일부를 고쳐 출간), 조선산업 부문 실용서로는 영문선박건조계약서 작성 실무 라는 책을 썼다. 조선산업, 선박금융업에 오래 종사했다.조선소 최고 경영자를 역임하기도 했다.
한편, 드라마작가 김연신의 작품 목록은 아래와 같다.

## 집필 작품
- EBS 1 일일 드라마《깡순이》
- EBS 1 앙코르 드라마《TV로 보는 원작동화》
- MBN 《천국의 눈물》(허인무와 공동집필)
- KBS 2TV 저녁일일드라마 《천상의 약속》(허인무와 공동집필)
- KBS 2TV 저녁일일드라마 《내 남자의 비밀》(허인무와 공동집필)